# ساروس خورشیدی ۱۲۵
ساروس ۱۲۵ دوره‌ای زمانی با چرخه‌ای حدود ۱۸ سال و ۱۱ روز و ۸ ساعت (تقریباً ۶۵۸۵ و یک سوم روز) است که شامل ۷۳ خورشیدگرفتگی می‌شود.

## رخدادها
| ساروس | عضو | تاریخ                        | زمان (بزرگ‌ترین) ساعت هماهنگ جهانی | نوع    | مکان طول و عرض جغرافیایی | گاما    | قدر    | گُستره (km) | مدت زمان (دقیقه: ثانیه) | منبع |
| ----- | --- | ---------------------------- | --------------------------------- | ------ | ------------------------ | ------- | ------ | ---------- | ----------------------- | ---- |
| ۱۲۵   | ۱   | ۴ فوریه ۱۰۶۰                 | ۲۱:۲۱:۵۶                          | جزئی   | 62.1N 167.8E             | 1.5334  | 0.008  |            |                         |      |
| ۱۲۵   | ۲   | ۱۵ فوریه ۱۰۷۸                | ۵:۴۷:۵۷                           | جزئی   | 61.6N 32E                | 1.5158  | 0.0407 |            |                         |      |
| ۱۲۵   | ۳   | ۲۶ فوریه ۱۰۹۶                | ۱۴:۰۷:۳۵                          | جزئی   | 61.3N 102W               | 1.4936  | 0.082  |            |                         |      |
| ۱۲۵   | ۴   | ۸ مارس ۱۱۱۴                  | ۲۲:۱۷:۲۷                          | جزئی   | 61.1N 126.5E             | 1.4643  | 0.1367 |            |                         |      |
| ۱۲۵   | ۵   | ۱۹ مارس ۱۱۳۲                 | ۶:۱۹:۲۷                           | جزئی   | 61.1N 3.1W               | 1.4291  | 0.2024 |            |                         |      |
| ۱۲۵   | ۶   | ۳۰ مارس ۱۱۵۰                 | ۱۴:۱۱:۳۴                          | جزئی   | 61.2N 130.1W             | 1.3867  | 0.2819 |            |                         |      |
| ۱۲۵   | ۷   | ۹ آوریل ۱۱۶۸                 | ۲۱:۵۶:۳۵                          | جزئی   | 61.5N 104.6E             | 1.339   | 0.3713 |            |                         |      |
| ۱۲۵   | ۸   | ۲۱ آوریل ۱۱۸۶                | ۵:۳۲:۴۶                           | جزئی   | 62N 18.6W                | 1.2847  | 0.4732 |            |                         |      |
| ۱۲۵   | ۹   | ۱ مه ۱۲۰۴                    | ۱۳:۰۱:۳۸                          | جزئی   | 62.5N 140.1W             | 1.225   | 0.5852 |            |                         |      |
| ۱۲۵   | ۱۰  | ۱۲ مه ۱۲۲۲                   | ۲۰:۲۴:۰۳                          | جزئی   | 63.2N 99.9E              | 1.1607  | 0.7054 |            |                         |      |
| ۱۲۵   | ۱۱  | ۲۳ مه ۱۲۴۰                   | ۳:۴۱:۱۹                           | جزئی   | 64N 19W                  | 1.0929  | 0.8316 |            |                         |      |
| ۱۲۵   | ۱۲  | ۳ ژوئن ۱۲۵۸                  | ۱۰:۵۴:۱۹                          | جزئی   | 64.9N 137.1W             | 1.022   | 0.9628 |            |                         |      |
| ۱۲۵   | ۱۳  | ۱۳ ژوئن ۱۲۷۶                 | ۱۸:۰۳:۴۰                          | کامل   | 82.2N 135.2E             | ۰٫۹۴۹   | ۱٫۰۲۰۲ | ۲۲۶        | ۱ دقیقه و ۷ ثانیه       |      |
| ۱۲۵   | ۱۴  | ۲۵ ژوئن ۱۲۹۴                 | ۱:۱۱:۵۳                           | کامل   | 84.5N 153.7E             | ۰٫۸۷۵۷  | ۱٫۰۱۹۵ | ۱۴۰        | ۱ دقیقه و ۱۱ ثانیه      |      |
| ۱۲۵   | ۱۵  | ۵ ژوئیه ۱۳۱۲                 | ۸:۱۹:۲۳                           | کامل   | 75.4N 68.1E              | ۰٫۸۰۲۸  | ۱٫۰۱۷۱ | ۹۹         | ۱ دقیقه و ۸ ثانیه       |      |
| ۱۲۵   | ۱۶  | ۱۶ ژوئیه ۱۳۳۰                | ۱۵:۲۶:۵۸                          | کامل   | 66.5N 35.7W              | ۰٫۷۳۰۷  | ۱٫۰۱۳۹ | ۷۰         | ۱ دقیقه و ۰ ثانیه       |      |
| ۱۲۵   | ۱۷  | ۲۶ ژوئیه ۱۳۴۸                | ۲۲:۳۷:۰۹                          | مرکب   | 58N 143.3W               | ۰٫۶۶۱۶  | ۱٫۰۰۹۸ | ۴۵         | ۰ دقیقه و ۴۶ ثانیه      |      |
| ۱۲۵   | ۱۸  | ۷ اوت ۱۳۶۶                   | ۵:۵۰:۲۳                           | مرکب   | 49.7N 107E               | ۰٫۵۹۵۸  | ۱٫۰۰۵۱ | ۲۲         | ۰ دقیقه و ۲۶ ثانیه      |      |
| ۱۲۵   | ۱۹  | ۱۷ اوت ۱۳۸۴                  | ۱۳:۰۹:۰۶                          | حلقه‌ای | 41.7N 4.5W               | ۰٫۵۳۵۴  | ۰٫۹۹۹۹ | ۱          | ۰ دقیقه و ۱ ثانیه       |      |
| ۱۲۵   | ۲۰  | ۲۸ اوت ۱۴۰۲                  | ۲۰:۳۱:۳۹                          | حلقه‌ای | 34N 117.4W               | ۰٫۴۷۹   | ۰٫۹۹۴۳ | ۲۳         | ۰ دقیقه و ۳۳ ثانیه      |      |
| ۱۲۵   | ۲۱  | ۸ سپتامبر ۱۴۲۰               | ۴:۰۲:۰۹                           | حلقه‌ای | 26.7N 127.7E             | ۰٫۴۳۰۱  | ۰٫۹۸۸۵ | ۴۵         | ۱ دقیقه و ۱۰ ثانیه      |      |
| ۱۲۵   | ۲۲  | ۱۹ سپتامبر ۱۴۳۸              | ۱۱:۳۸:۰۸                          | حلقه‌ای | 19.8N 11.4E              | ۰٫۳۸۶۴  | ۰٫۹۸۲۶ | ۶۶         | ۱ دقیقه و ۵۱ ثانیه      |      |
| ۱۲۵   | ۲۳  | ۲۹ سپتامبر ۱۴۵۶              | ۱۹:۲۲:۲۶                          | حلقه‌ای | 13.5N 106.7W             | ۰٫۳۵۰۳  | ۰٫۹۷۶۸ | ۸۸         | ۲ دقیقه و ۳۶ ثانیه      |      |
| ۱۲۵   | ۲۴  | ۱۱ اکتبر ۱۴۷۴                | ۳:۱۲:۱۷                           | حلقه‌ای | 7.8N 134.1E              | ۰٫۳۱۹۵  | ۰٫۹۷۱۱ | ۱۰۹        | ۳ دقیقه و ۲۲ ثانیه      |      |
| ۱۲۵   | ۲۵  | ۲۱ اکتبر ۱۴۹۲                | ۱۱:۱۰:۳۶                          | حلقه‌ای | 2.8N 13.1E               | ۰٫۲۹۶۴  | ۰٫۹۶۵۷ | ۱۲۹        | ۴ دقیقه و ۸ ثانیه       |      |
| ۱۲۵   | ۲۶  | ۱ نوامبر ۱۵۱۰                | ۱۹:۱۳:۵۰                          | حلقه‌ای | 1.5S 108.7W              | ۰٫۲۷۸۱  | ۰٫۹۶۰۷ | ۱۴۸        | ۴ دقیقه و ۵۴ ثانیه      |      |
| ۱۲۵   | ۲۷  | ۱۲ نوامبر ۱۵۲۸               | ۳:۲۲:۵۸                           | حلقه‌ای | 4.9S 128.4E              | ۰٫۲۶۵۳  | ۰٫۹۵۶۲ | ۱۶۶        | ۵ دقیقه و ۳۶ ثانیه      |      |
| ۱۲۵   | ۲۸  | ۲۳ نوامبر ۱۵۴۶               | ۱۱:۳۵:۴۲                          | حلقه‌ای | 7.3S 4.9E                | ۰٫۲۵۶۱  | ۰٫۹۵۲۱ | ۱۸۱        | ۶ دقیقه و ۱۳ ثانیه      |      |
| ۱۲۵   | ۲۹  | ۳ دسامبر ۱۵۶۴                | ۱۹:۵۲:۰۶                          | حلقه‌ای | 8.8S 119.2W              | ۰٫۲۵۰۴  | ۰٫۹۴۸۷ | ۱۹۵        | ۶ دقیقه و ۴۲ ثانیه      |      |
| ۱۲۵   | ۳۰  | ۲۵ دسامبر ۱۵۸۲               | ۴:۰۸:۳۹                           | حلقه‌ای | 9.4S 116.8E              | ۰٫۲۴۵۷  | ۰٫۹۴۵۹ | ۲۰۶        | ۷ دقیقه و ۲ ثانیه       |      |
| ۱۲۵   | ۳۱  | ۴ ژانویه ۱۶۰۱                | ۱۲:۲۴:۳۸                          | حلقه‌ای | 9.1S 7W                  | ۰٫۲۴۱   | ۰٫۹۴۳۷ | ۲۱۴        | ۷ دقیقه و ۱۳ ثانیه      |      |
| ۱۲۵   | ۳۲  | ۱۵ ژانویه ۱۶۱۹               | ۲۰:۳۸:۰۷                          | حلقه‌ای | 8.1S 130.4W              | ۰٫۲۳۴۹  | ۰٫۹۴۲۲ | ۲۲۰        | ۷ دقیقه و ۱۶ ثانیه      |      |
| ۱۲۵   | ۳۳  | ۲۶ ژانویه ۱۶۳۷               | ۴:۴۸:۳۲                           | حلقه‌ای | 6.4S 107E                | ۰٫۲۲۶۵  | ۰٫۹۴۱۲ | ۲۲۳        | ۷ دقیقه و ۱۲ ثانیه      |      |
| ۱۲۵   | ۳۴  | ۶ فوریه ۱۶۵۵                 | ۱۲:۵۱:۵۴                          | حلقه‌ای | 4.3S 14W                 | ۰٫۲۱۲۹  | ۰٫۹۴۰۸ | ۲۲۴        | ۷ دقیقه و ۳ ثانیه       |      |
| ۱۲۵   | ۳۵  | ۱۶ فوریه ۱۶۷۳                | ۲۰:۴۹:۱۸                          | حلقه‌ای | 1.8S 133.5W              | ۰٫۱۹۵   | ۰٫۹۴۰۹ | ۲۲۳        | ۶ دقیقه و ۵۲ ثانیه      |      |
| ۱۲۵   | ۳۶  | ۲۸ فوریه ۱۶۹۱                | ۴:۳۷:۴۱                           | حلقه‌ای | 0.8N 109.3E              | ۰٫۱۷۰۱  | ۰٫۹۴۱۴ | ۲۲۰        | ۶ دقیقه و ۴۰ ثانیه      |      |
| ۱۲۵   | ۳۷  | ۱۱ مارس ۱۷۰۹                 | ۱۲:۱۸:۳۵                          | حلقه‌ای | 3.4N 5.9W                | ۰٫۱۳۹۴  | ۰٫۹۴۲۲ | ۲۱۶        | ۶ دقیقه و ۲۹ ثانیه      |      |
| ۱۲۵   | ۳۸  | ۲۲ مارس ۱۷۲۷                 | ۱۹:۴۷:۵۵                          | حلقه‌ای | 5.7N 118W                | ۰٫۰۹۹۶  | ۰٫۹۴۳۲ | ۲۱۱        | ۶ دقیقه و ۲۰ ثانیه      |      |
| ۱۲۵   | ۳۹  | ۲ آوریل ۱۷۴۵                 | ۳:۰۹:۱۸                           | حلقه‌ای | 7.7N 132.2E              | ۰٫۰۵۳۶  | ۰٫۹۴۴۴ | ۲۰۵        | ۶ دقیقه و ۱۳ ثانیه      |      |
| ۱۲۵   | ۴۰  | ۱۳ آوریل ۱۷۶۳                | ۱۰:۱۹:۳۱                          | حلقه‌ای | 9N 25.3E                 | -۰٫۰۰۱  | ۰٫۹۴۵۵ | ۲۰۱        | ۶ دقیقه و ۱۱ ثانیه      |      |
| ۱۲۵   | ۴۱  | ۲۳ آوریل ۱۷۸۱                | ۱۷:۲۱:۲۶                          | حلقه‌ای | 9.7N 79.2W               | -۰٫۰۶۲  | ۰٫۹۴۶۷ | ۱۹۷        | ۶ دقیقه و ۱۳ ثانیه      |      |
| ۱۲۵   | ۴۲  | ۵ مه ۱۷۹۹                    | ۰:۱۳:۰۸                           | حلقه‌ای | 9.3N 178.9E              | -۰٫۱۳۱  | ۰٫۹۴۷۶ | ۱۹۴        | ۶ دقیقه و ۲۰ ثانیه      |      |
| ۱۲۵   | ۴۳  | ۱۶ مه ۱۸۱۷                   | ۶:۵۸:۱۴                           | حلقه‌ای | 7.9N 78.5E               | -۰٫۲۰۴۹ | ۰٫۹۴۸۳ | ۱۹۴        | ۶ دقیقه و ۳۰ ثانیه      |      |
| ۱۲۵   | ۴۴  | ۲۷ مه ۱۸۳۵                   | ۱۳:۳۵:۴۲                          | حلقه‌ای | 5.3N 20.2W               | -۰٫۲۸۴۶ | ۰٫۹۴۸۶ | ۱۹۶        | ۶ دقیقه و ۴۴ ثانیه      |      |
| ۱۲۵   | ۴۵  | ۶ ژوئن ۱۸۵۳                  | ۲۰:۰۷:۲۱                          | حلقه‌ای | 1.5N 117.9W              | -۰٫۳۶۸۶ | ۰٫۹۴۸۶ | ۲۰۳        | ۶ دقیقه و ۵۹ ثانیه      |      |
| ۱۲۵   | ۴۶  | ۱۸ ژوئن ۱۸۷۱                 | ۲:۳۵:۰۱                           | حلقه‌ای | 3.5S 144.7E              | -۰٫۴۵۵  | ۰٫۹۴۸۱ | ۲۱۴        | ۷ دقیقه و ۱۴ ثانیه      |      |
| ۱۲۵   | ۴۷  | خورشیدگرفتگی ۲۸ ژوئن ۱۸۸۹    | ۹:۰۰:۰۰                           | حلقه‌ای | 9.6S 47.3E               | -۰٫۵۴۳۱ | ۰٫۹۴۷۱ | ۲۳۲        | ۷ دقیقه و ۲۲ ثانیه      |      |
| ۱۲۵   | ۴۸  | خورشیدگرفتگی ۱۰ ژوئیه ۱۹۰۷   | ۱۵:۲۴:۳۲                          | حلقه‌ای | 16.9S 50.9W              | -۰٫۶۳۱۳ | ۰٫۹۴۵۶ | ۲۵۸        | ۷ دقیقه و ۲۳ ثانیه      |      |
| ۱۲۵   | ۴۹  | خورشیدگرفتگی ۲۰ ژوئیه ۱۹۲۵   | ۲۱:۴۸:۴۲                          | حلقه‌ای | 25.3S 150W               | -۰٫۷۱۹۳ | ۰٫۹۴۳۶ | ۳۰۰        | ۷ دقیقه و ۱۵ ثانیه      |      |
| ۱۲۵   | ۵۰  | خورشیدگرفتگی ۱ اوت ۱۹۴۳      | ۴:۱۶:۱۳                           | حلقه‌ای | 34.8S 108.6E             | -۰٫۸۰۴۱ | ۰٫۹۴۰۹ | ۳۶۷        | ۶ دقیقه و ۵۹ ثانیه      |      |
| ۱۲۵   | ۵۱  | خورشیدگرفتگی ۱۱ اوت ۱۹۶۱     | ۱۰:۴۶:۴۷                          | حلقه‌ای | 45.8S 4E                 | -۰٫۸۸۵۹ | ۰٫۹۳۷۵ | ۴۹۹        | ۶ دقیقه و ۳۵ ثانیه      |      |
| ۱۲۵   | ۵۲  | خورشیدگرفتگی ۲۲ اوت ۱۹۷۹     | ۱۷:۲۲:۳۸                          | حلقه‌ای | 59.6S 108.5W             | -۰٫۹۶۳۲ | ۰٫۹۳۲۹ | ۹۵۳        | ۶ دقیقه و ۳ ثانیه       |      |
| ۱۲۵   | ۵۳  | خورشیدگرفتگی ۲ سپتامبر ۱۹۹۷  | ۰:۰۴:۴۸                           | جزئی   | 71.8S 114.3E             | -1.0352 | 0.8988 |            |                         |      |
| ۱۲۵   | ۵۴  | خورشیدگرفتگی ۱۳ سپتامبر ۲۰۱۵ | ۶:۵۵:۱۹                           | جزئی   | 72.1S 2.3W               | -1.1004 | 0.7875 |            |                         |      |
| ۱۲۵   | ۵۵  | خورشیدگرفتگی ۲۳ سپتامبر ۲۰۳۳ | ۱۳:۵۴:۳۱                          | جزئی   | 72.2S 121.2W             | -1.1583 | 0.689  |            |                         |      |
| ۱۲۵   | ۵۶  | خورشیدگرفتگی ۴ اکتبر ۲۰۵۱    | ۲۱:۰۲:۱۴                          | جزئی   | 72S 117.7E               | -1.2094 | 0.6024 |            |                         |      |
| ۱۲۵   | ۵۷  | خورشیدگرفتگی ۱۵ اکتبر ۲۰۶۹   | ۴:۱۹:۵۶                           | جزئی   | 71.6S 5.5W               | -1.2524 | 0.5298 |            |                         |      |
| ۱۲۵   | ۵۸  | خورشیدگرفتگی ۲۶ اکتبر ۲۰۸۷   | ۱۱:۴۶:۵۷                          | جزئی   | 71S 130.5W               | -1.2882 | 0.4696 |            |                         |      |
| ۱۲۵   | ۵۹  | ۶ نوامبر ۲۱۰۵                | ۱۹:۲۳:۰۲                          | جزئی   | 70.2S 102.7E             | -1.3168 | 0.4217 |            |                         |      |
| ۱۲۵   | ۶۰  | ۱۸ نوامبر ۲۱۲۳               | ۳:۰۷:۲۶                           | جزئی   | 69.3S 25.5W              | -1.3389 | 0.3848 |            |                         |      |
| ۱۲۵   | ۶۱  | ۲۸ نوامبر ۲۱۴۱               | ۱۰:۵۹:۳۳                          | جزئی   | 68.2S 155W               | -1.3552 | 0.3577 |            |                         |      |
| ۱۲۵   | ۶۲  | ۹ دسامبر ۲۱۵۹                | ۱۸:۵۸:۳۳                          | جزئی   | 67.2S 74.4E              | -1.3663 | 0.3392 |            |                         |      |
| ۱۲۵   | ۶۳  | ۲۰ دسامبر ۲۱۷۷               | ۳:۰۱:۳۵                           | جزئی   | 66.1S 56.8W              | -1.3747 | 0.3251 |            |                         |      |
| ۱۲۵   | ۶۴  | ۳۱ دسامبر ۲۱۹۵               | ۱۱:۰۹:۲۲                          | جزئی   | 65.1S 171.4E             | -1.3797 | 0.3166 |            |                         |      |
| ۱۲۵   | ۶۵  | ۱۱ ژانویه ۲۲۱۴               | ۱۹:۱۷:۵۲                          | جزئی   | 64.1S 39.7E              | -1.3848 | 0.3078 |            |                         |      |
| ۱۲۵   | ۶۶  | ۲۳ ژانویه ۲۲۳۲               | ۳:۲۷:۳۹                           | جزئی   | 63.3S 91.9W              | -1.3891 | 0.3001 |            |                         |      |
| ۱۲۵   | ۶۷  | ۲ فوریه ۲۲۵۰                 | ۱۱:۳۴:۰۶                          | جزئی   | 62.5S 137.6E             | -1.3969 | 0.2864 |            |                         |      |
| ۱۲۵   | ۶۸  | ۱۳ فوریه ۲۲۶۸                | ۱۹:۳۹:۳۲                          | جزئی   | 61.9S 7.5E               | -1.4059 | 0.2703 |            |                         |      |
| ۱۲۵   | ۶۹  | ۲۴ فوریه ۲۲۸۶                | ۳:۳۹:۲۳                           | جزئی   | 61.5S 121W               | -1.4203 | 0.2448 |            |                         |      |
| ۱۲۵   | ۷۰  | ۷ مارس ۲۳۰۴                  | ۱۱:۳۴:۲۴                          | جزئی   | 61.2S 111.8E             | -1.4389 | 0.2118 |            |                         |      |
| ۱۲۵   | ۷۱  | ۱۸ مارس ۲۳۲۲                 | ۱۹:۲۱:۵۱                          | جزئی   | 61.1S 13.5W              | -1.464  | 0.1671 |            |                         |      |
| ۱۲۵   | ۷۲  | ۲۹ مارس ۲۳۴۰                 | ۳:۰۳:۳۷                           | جزئی   | 61.2S 137.3W             | -1.4941 | 0.1131 |            |                         |      |
| ۱۲۵   | ۷۳  | ۹ آوریل ۲۳۵۸                 | ۱۰:۳۷:۳۹                          | جزئی   | 61.4S 100.7E             | -1.5309 | 0.0468 |            |                         |      |